# 浜松市立東小学校
浜松市立東小学校（はままつしりつ ひがししょうがっこう）は、静岡県浜松市中央区中央二丁目にある公立小学校。

## 沿革
- 1917年（大正6年）4月 - 元城小から分離独立。
- 1922年（大正11年）4月 - 高等科を設置、東尋常高等小学校と改称
- 1928年（昭和3年）7月 - 浜松市内で初めて25mプールを設置
- 1930年（昭和5年）8月 - 第11回全国少年野球優勝大会で高等科チームが準優勝　京都岡崎公園
- 1931年（昭和6年）4月 - 高等科が南小に移り、浜松市立東尋常小学校と改称
- 1933年（昭和8年）4月 - 佐藤小が分離独立
- 1941年（昭和16年）3月 - 浜松市立東国民学校と改称
- 1947年（昭和22年）6月 - 浜松市立東小学校と改称
- 1998年（平成10年） - 南側へ移転。跡地は現静岡文化芸術大学。
- 2017年（平成29年） - 創立100周年記念式典挙行。

現在に至る

## 交通
- 遠州鉄道鉄道線遠州病院駅下車 徒歩20分
- 遠鉄バス笠井線・蒲線・労災篠ヶ瀬線 ｢文化芸術大学｣停留所から、徒歩3分